# Ferdinand Gohin
Ferdinand Gohin  (* 6. Februar 1867 in Airel; † 28. November 1944 in Paris) war ein französischer Romanist.

## Leben und Werk
Gohin habilitierte sich 1901 mit den beiden Thèses  Les transformations de la langue française pendant la deuxième moitié du XVIIIe siècle  (1740-1789) (Paris 1903, Genf 1970, 2011) und De Lud. Charondae (1534-1613). Vita et versibus (Paris 1902). Er war Lehrer am Gymnasium Lycée Janson de Sailly in Paris.

## Werke
- (Hrsg.) Fénelon, Choix de fables et de dialogues, Paris 1903
- (Hrsg.) Buffon, Discours et vues générales, Paris 1905
- (Hrsg.) Fénelon, Aventures de Télémaque, Paris 1907
- (Hrsg.) Antoine Héroet, Oeuvres poétiques. Édition critique, Paris 1909, 1943
- La Langue française (Académie française. Prix d'éloquence 1912), Paris 1913
- L'oeuvre poétique de Albert Samain (1858-1900), Paris 1919
- Le poète Louis Mercier, Paris 1922
- (mit  P. Delavoix) Lecture courante et expressive, Paris 1924
- (Hrsg.) Poesies de François Maynard. Recueil de 1646 et choix de divers autres recueils, Paris 1927
- L'Art de La Fontaine dans ses fables, Paris  1929
- (Hrsg.) Jean de La Fontaine, Fables choisies, mises en vers, 2 Bde., Paris 1934–1936
- Les Comédies attribuées à La Fontaine, Paris 1935
- La Fontaine. Etudes et recherches, Paris 1937
- (Hrsg. mit Henri Busson) La Fontaine, Discours à Madame de la Sablière sur l'âme des animaux. Commentaire littéraire et philosophique, Paris 1938, Genf/Lille 1950, 1967

(ferner Hrsg. mit Roger Tisserand mehrerer Werke von Théophile Gautier)